# Sąd Okręgowy w Płocku
Sąd Okręgowy w Płocku – organ wymiaru sprawiedliwości powołany do rozstrzygania spraw sądowych I instancji i II instancji, mieszczący się w Płocku w budynku przy pl.Narutowicza 4.

## Status prawny
Sąd okręgowy jest państwową jednostką organizacyjną nieposiadającą osobowości prawnej. W polskim wymiarze sprawiedliwości jest zasadą, że w pierwszej instancji orzeka sąd rejonowy, natomiast sąd okręgowy orzeka jako sąd pierwszej instancji tylko w sprawach o zbrodnie i niektóre występki. Na wniosek sądu rejonowego sąd apelacyjny może przekazać sądowi okręgowemu do rozpoznania w I instancji sprawę o każde przestępstwo ze względu na szczególną wagę lub zawiłość tej sprawy.
Sąd Okręgowy stanowi element władzy sądowniczej sprawującej wymiar sprawiedliwości na podstawie Konstytucji RP. Sposób organizacji Sądu reguluje ustawa o ustroju sądów powszechnych, a także akty wykonawcze. 
Sąd Okręgowy w Płocku obejmuje obszar właściwości sądów rejonowych w: Ciechanowie, Gostyninie, Mławie, Płocku, Płońsku, Sierpcu, Sochaczewie oraz Żyrardowie.

## Struktury organizacyjne
Sądy Okręgowe funkcjonują w strukturach sądów powszechnych, które rozstrzygają wszelkie sprawy z zakresu prawa karnego, cywilnego, rodzinnego i opiekuńczego oraz prawa pracy i ubezpieczeń społecznych, które nie są zastrzeżone dla innych sądów.
W Sądzie Okręgowym w Płocku utworzone zostały następujące wydziały:
- Wydział I Cywilny
- Wydział II Karny
- Wydział III Penitencjarny i Nadzoru nad Wykonywaniem Orzeczeń Karnych
- Wydział IV Cywilny Odwoławczy
- Wydział V Karny Odwoławczy
- Wydział VI Pracy i Ubezpieczeń Społeczny

## Kolegium Sądu[9]
Członkowie Kolegium Sądu Okręgowego w Płocku są:
1. Prezes Sądu Okręgowego w Płocku Mariusz Królikowski,
2. Prezes Sądu Rejonowego w Ciechanowie Daniel Mychliński,
3. Prezes Sądu Rejonowego w Gostyninie Aneta Kraśkiewicz – Bryła,
4. Prezes Sądu Rejonowego w Mławie Rafał Długajczyk,
5. Prezes Sądu Rejonowego w Płocku Jacek Leśniak,
6. Prezes Sądu Rejonowego w Płońsku Elżbieta Żmijewska,
7. Prezes Sądu Rejonowego w Sierpcu Ewa Jarzyńska,
8. Prezes Sądu Rejonowego w Sochaczewie Roman Ochocki,
9. Prezes Sądu Rejonowego w Żyrardowie Dariusz Mikucki.

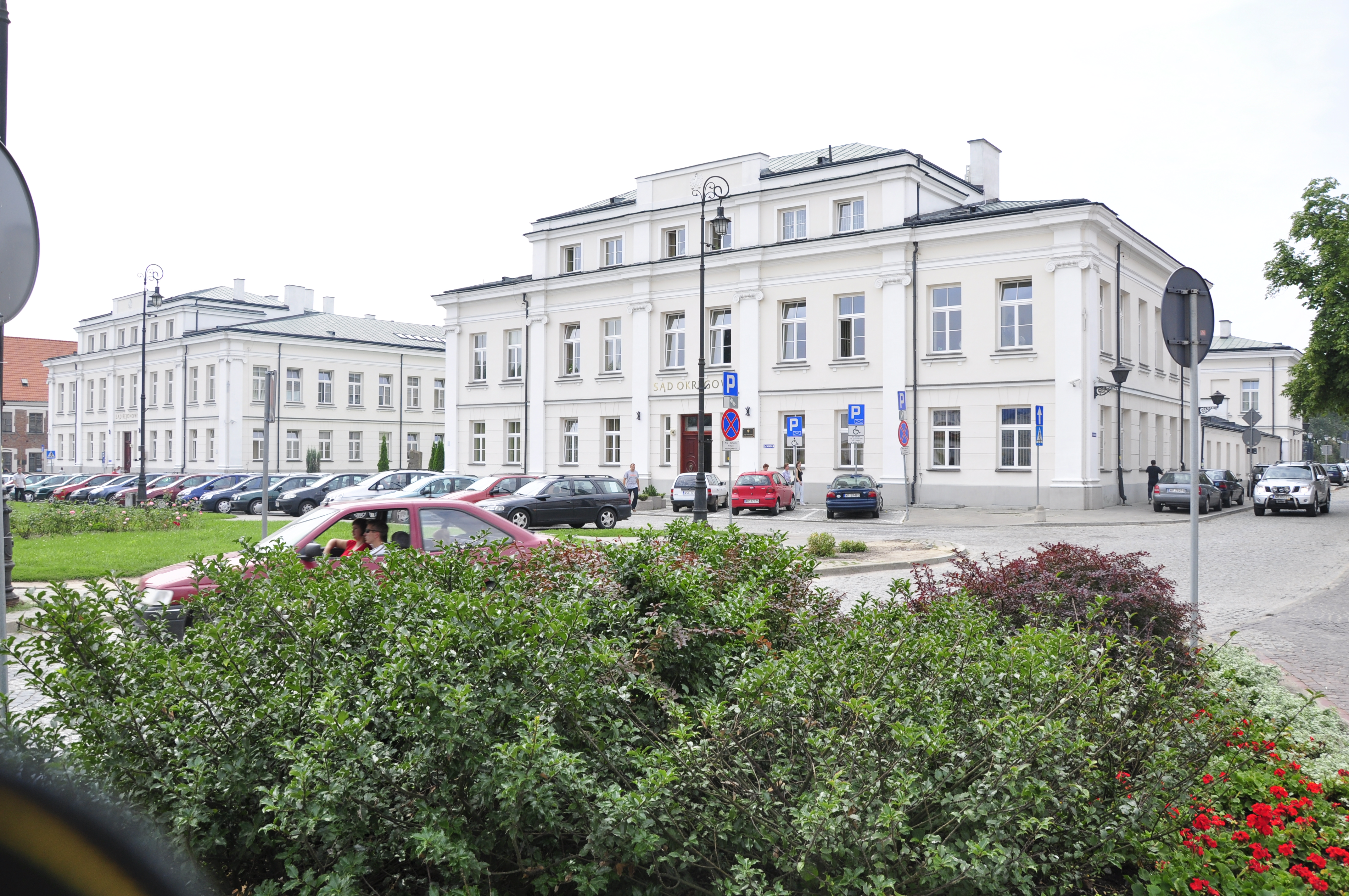
Płock, pl. Narutowicza - dawny Pałac Biskupów Płockich, obecnie Sąd Okręgowy (na pierwszym planie) i Sąd Rejonowy.

Przewodniczącym Kolegium jest Prezes Sądu Okręgowego, a podczas jego nieobecności – najstarszy służbą Członek Kolegium.
Kompetencje Kolegium SO wynikają z art. 31 ustawy z 27.07.2001 r. Prawo o ustroju sądów powszechnych (t.j. – Dz. U. z 2023 r. poz. 217).